# Ludovina Pessoa
Ludovina Pessoa (Maí, +/-1854 - ) natural da região dos maís, no Reino do Daomé, na África. Era iniciada para o vodum Ogum, era auxiliada por sua filha-de-santo Maria Romana Moreira (Kposusi Romaninha) do vodum Posu e Maria Valentina dos Anjos Costa (Mãe Hunyo ou Runhó) do vodum Sobô (1877-1975). 
Foi escolhida pelos voduns para fundar três templos na Bahia.
Ela fundou: 
- templo para Dã; Cué Sejá Hundé (Kwé Sejá Hundé), mais conhecido como a Roça do Ventura ou Pó Zerrém (Kpó Zehen) em Cachoeira de São Felix;

- templo para Quevioço Zoogodo Bogun Male Hundô Terreiro do Bogum em Salvador;

- E o templo para Sapatá que não se sabe porque não foi fundado. Esse é o segmento Jeje Maí dos fons.